# Haute Bretagne Athlétisme
 (juillet 2022).
Pour les articles homonymes, voir HBA.
La Haute Bretagne Athlétisme, couramment appelé HBA, est un club d'athlétisme basé en Ille-et-Vilaine. Le club concoure en Élite 1 aux championnats de France des clubs, le plus haut niveau français. Le club est présent sur tout le bassin rennais, s'étendant de Plélan-le-Grand jusqu'à Vitré. Il accueille plus de 1 800 licenciés, au sein de sept sections : l'Athletic Club Haute-Vilaine (Noyal-sur-Vilaine-Nouvoitou), l'Aurore Vitré, le CO Pacé, la Jeanne-d'Arc de Bruz, les Jeunes d'Argentré, la TA Rennes et l'Union Athlétique de Châteaubourg. L'actuel président est Alain Droguet.

## Histoire

### Fondation
La Haute Bretagne Athlétisme a été fondé en 2004 sous la houlette de Joseph Beaufils épaulé de Patrick Chauvel. Il milite pour la réunification de plusieurs clubs d'athlétisme du bassin rennais sous une seule et même bannière. Ayant créé l'Entente Athlétique de Rennes en 1981, en réunissant sept clubs brétiliens (ACHV, Aurore de Vitré, ESEAT Cesson-Sévigné, Jeunes-d'Argentré, Redon Athlétisme, TA Rennes, US Bain-de-Bretagne), Beaufils fait en sorte que l'EA Rennes devienne la Haute Bretagne Athlétisme, le 1er septembre 2004. Il prend la présidence du club dès sa création.

### Montée en Élite 1
Le club accède au plus haut niveau français en 2017 lorsque Victor Coroller et ses coéquipiers finissent second des championnats interclubs en Élite 2. Ils secondent le Nice Côte d'Azur Athlétisme, qui concourait à domicile, et devancent le Lyon Athlétisme de seulement neufs points. Cette deuxième place marque la promotion du club en Élite 1, et ce, pour la première fois depuis l'existence du club, toutes sections et réunifications confondues.[réf. nécessaire] L'année suivante, à Aix-les-Bains, pour leurs premiers pas dans l’Élite français, ils obtiennent un total de 62 755 points.

### Nomination du nouveau président
En 2018, les équipes féminines et masculines arrivent à la plus haute marche du podium. Cette victoire leur permet de se qualifier à la Coupe d'Europe des clubs champions juniors, ayant lieu l'année d'après, en septembre 2019, à Leiria. 
Cette même année, un nouveau président au sein de l'HBA est élu. Ancien athlète de Jo Beaufils, Alain Droguet prend la présidence au cours de l'année 2019.[réf. nécessaire]